# أويكو جورمان
أويكو جورمان (من مواليد 4 أغسطس 1982) مغنية وممثلة تركية. في عام 2007، شكلت هي وشقيقها التوأم فرقة قصة وبيرك وأصدرا ثلاثة ألبومات حتى عام 2015. منذ ذلك الحين، تابعت مهنة الموسيقى المنفردة وعملت كممثلة.

## حياة مهنية
درس جورمان في روضة أطفال ومدرسة إفدال الخاصة ثم في مدرسة إيستيك فاونديشن أجيباديم الثانوية. تخرجت من مدرسة بيرا للفنون الجميلة الثانوية في عام 2001. في عام 2001، واصلت تعليمها الموسيقي من خلال تلقي دروس الكمان والغناء في معهد الموسيقى الحكومي التركي التابع لجامعة إسطنبول التقنية . 
يصنع جورمان الموسيقى من خلال مزج العناصر الموسيقية المتوسطية والعربية. صعدت هي وشقيقها إلى الصدارة من خلال مشاركة مقطع فيديو خاص بهما على موقع يوتيوب ، حيث قامت بتغنية أغنية "Evlerinin Önü Boyalı Direk". 
ألبومهم الأول قسمت يحتوي على 10 أغاني. بالإضافة إلى الأغاني التي تحمل توقيع بيرك، قاموا بمزج التوركس الشهير مع عناصر الفلامنكو ووضعوها في الألبوم. بعد هذه الإصدارات، قدموا برنامج الموسيقى والدردشة Boyalı Direk على قناة تي أر تي 1 . في عام 2010، أنهى أويكو وبيرك الثنائي، وقررا ممارسة مهنة منفردة. 
منذ عام 2014، حولت تركيزها إلى حياتها المهنية في التمثيل. اشتهرت بدورها كآسية في المسلسل الدرامي اشرح أيها البحر الأسود ، الذي لعبت فيه دور البطولة بين عامي 2018 و2019 
1. ↑  "Öykü Gürman kimdir? Öykü Gürman nereli ve kaç yaşında?". سوزجو. 31 أكتوبر 2018. مؤرشف من الأصل في 2022-10-07. اطلع عليه بتاريخ 2020-07-10.
2. ↑  "Öykü Gürman kimdir, kaç yaşında?". حريت (صحيفة). 1 مايو 2020. مؤرشف من الأصل في 2023-05-12. اطلع عليه بتاريخ 2020-07-10.
3. ↑  "Öykü Gürman kimdir? Öykü Gürman biyografisi". ملليت. 2 أكتوبر 2019. مؤرشف من الأصل في 2022-10-07. اطلع عليه بتاريخ 2020-07-10.
4. ↑  "Öykü Gürman kimdir? Öykü Gürman nereli ve kaç yaşında?". سوزجو. 31 أكتوبر 2018. مؤرشف من الأصل في 2022-10-07. اطلع عليه بتاريخ 2020-07-10."Öykü Gürman kimdir? Öykü Gürman nereli ve kaç yaşında?". Sözcü. 31 October 2018. Retrieved 10 July 2020.